# Charles Dudley
Charles Dudley (ur. 5 marca 1950 w Harrisburg) – amerykański koszykarz, występujący na pozycji rozgrywającego, mistrz NBA z 1975. 

## Osiągnięcia
NBA
- Mistrz NBA (1975)[1]